# Scooby-Doo! The Sword and the Scoob
Scooby-Doo! The Sword and the Scoob er en direkte-på-DVD animations komediefilm produceret af Warner Bros. Animation og distribueret af Warner Bros. Home Entertainment. Den er den 35 film direkte-på-DVD i serien om Scooby-Doo, og den blev udgivet 23. februar 2021.